# Naas (Ausztria)
Naas osztrák község Stájerország Weizi járásában. 2018 januárjában 1377 lakosa volt. 

## Elhelyezkedése

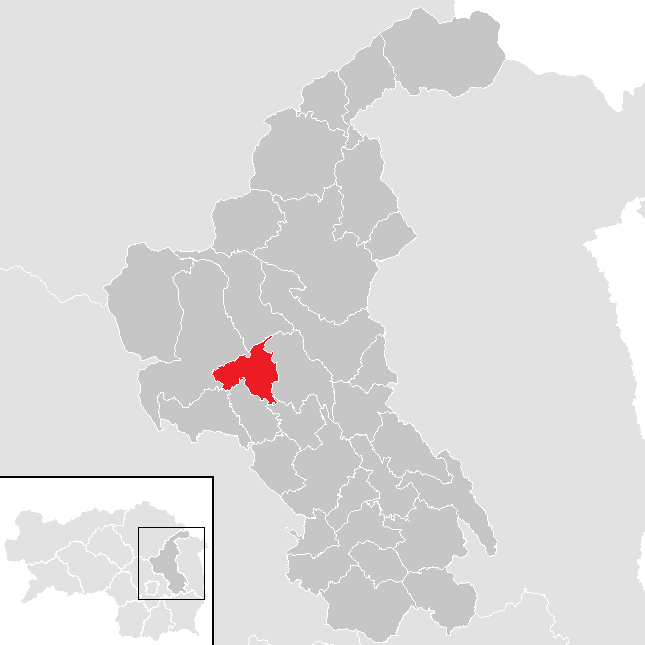
Naas a Weizi járásban

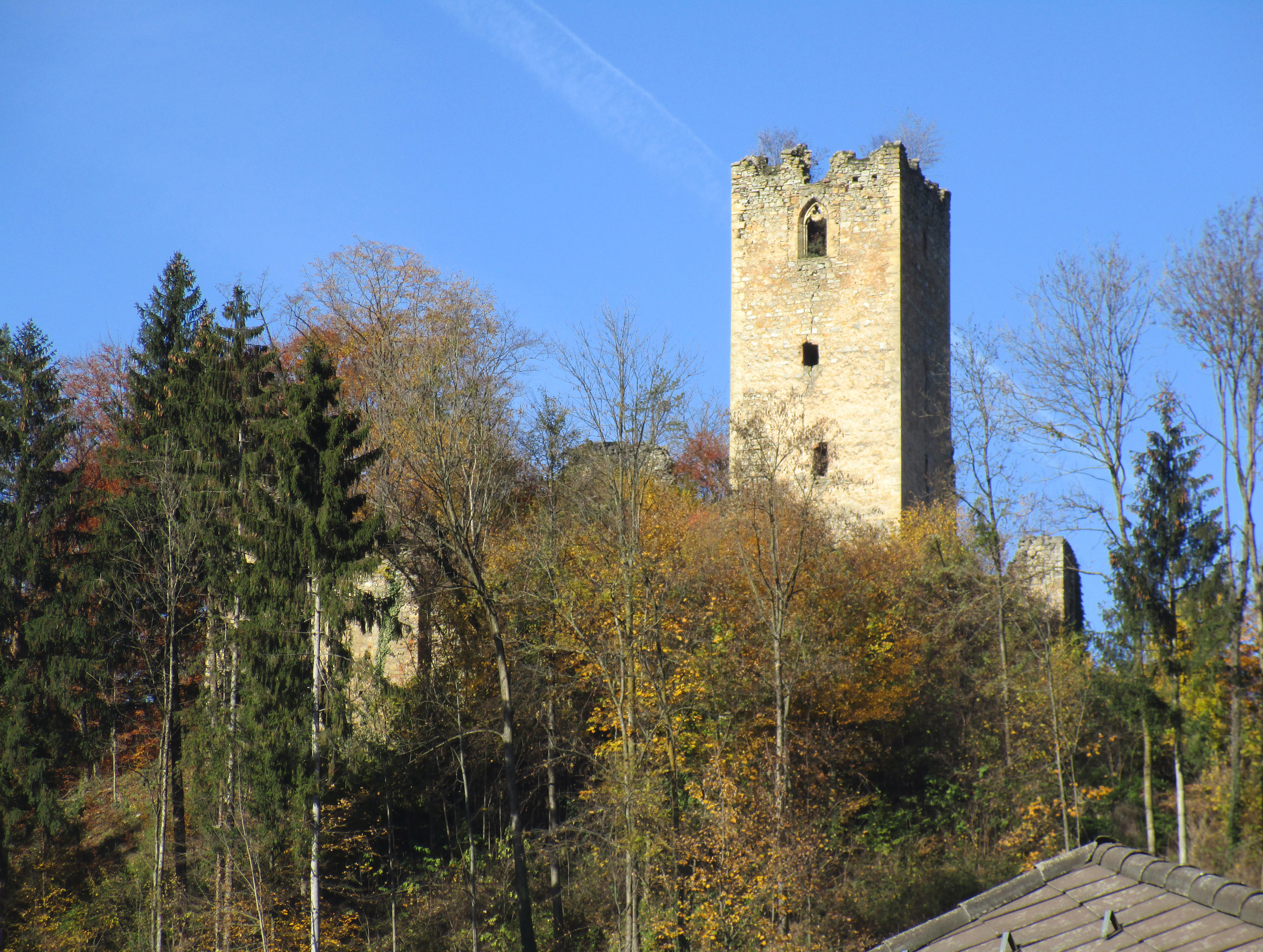
Sturmberg vára

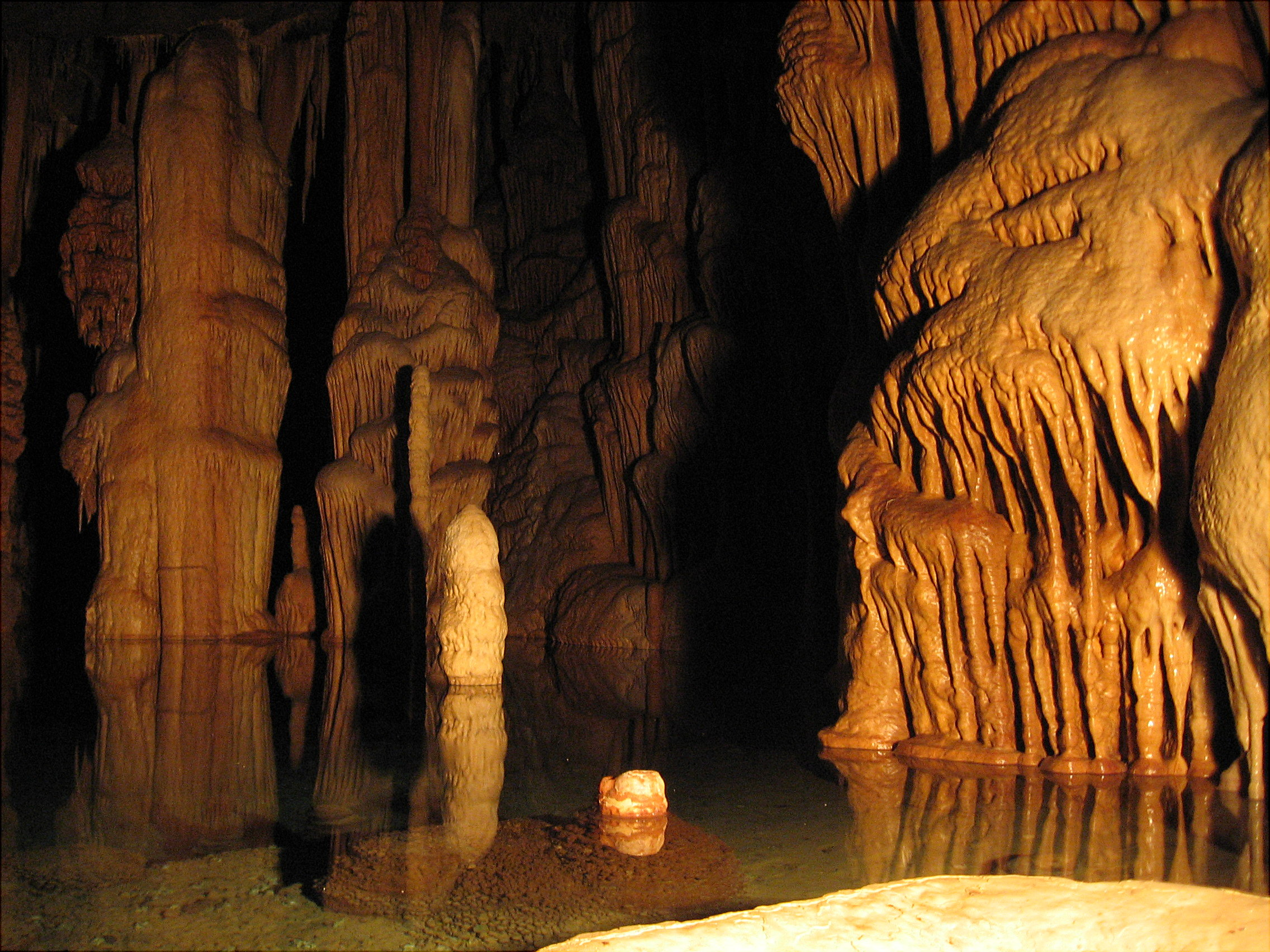
A Katerloch barlang

Naas a kelet-stájerországi régióban fekszik az Weizbach folyó mentén. Legmagasabb pontja az 1271 m magas Patscha. Az önkormányzat 5 települést egyesít: Affental (783 lakos 2018-ban), Birchbaum (187), Dürntal (77), Gschaid bei Weiz (73) és Naas (257).
A környező önkormányzatok: északra Sankt Kathrein am Offenegg, keletre Thannhausen, délkeletre Weiz, délre Mortantsch, délnyugatra Gutenberg-Stenzengreith, északnyugatra Passail.

## Története
Naas területére a 6. században szlávok költöztek, a mai helynevek jelentős része szláv eredetű. A falu első írásos említése a 12-13. századból származik, amikor a salzburgi érsek németeket telepített a térségbe. Szintén a 12. században dokumentálták először Sturmberg várát, amelyet első névről ismert tulajdonosa egy bizonyos Gebhard nevű lovag 1216-ból. A Sturmbergek az érsek vazallusai voltak, birtokukhoz 53 jobbágytelek és 9 majorság tartozott. 1425 körül a család kihalt, a birtokot a Radmannsdorfok örökölték. A falu a későbbiekben a gutenbergi és a thannhauseni uradalmakhoz is tartozott, majd Weiz városának várnagya uralta. Miután 1848-ban eltörölték a feudális birtokrendszert, 1850-ben megalakult a községi önkormányzat. A község területén lévő hágókon két kereskedelmi útvonal is átvezetett, mindkettő észak felé, a Passaili-medencébe. Jelentőségük a Weiz-szurdokon átvezető út 1883-as megnyitása után még inkább megnövekedett.

## Lakosság
A naasi önkormányzat területén 2018 januárjában 1377 fő élt. A lakosságszám 2001-ig növekedett (1381 fő), azóta stagnál. 2015-ben a helybeliek 97,3%-a volt osztrák állampolgár; a külföldiek közül 0,4% a régi (2004 előtti), 1,3% az új EU-tagállamokból érkezett. 2001-ben a lakosok 94,6%-a római katolikusnak, 1% evangélikusnak, 2,3% pedig felekezeten kívülinek vallotta magát. Ugyanekkor 7 magyar élt a községben.  

## Látnivalók
- Sturmberg várának romjai
- a Weiz-szurdok és a Rába-szurdok
- a Grasslhöhle és a Katerloch cseppkőbarlangok

## Fordítás
- Ez a szócikk részben vagy egészben  a   Naas (Steiermark) című német Wikipédia-szócikk ezen változatának fordításán alapul.  Az eredeti cikk szerkesztőit annak laptörténete sorolja fel. Ez a jelzés csupán a megfogalmazás eredetét és a szerzői jogokat jelzi, nem szolgál a cikkben szereplő információk forrásmegjelöléseként.